# Scopitone

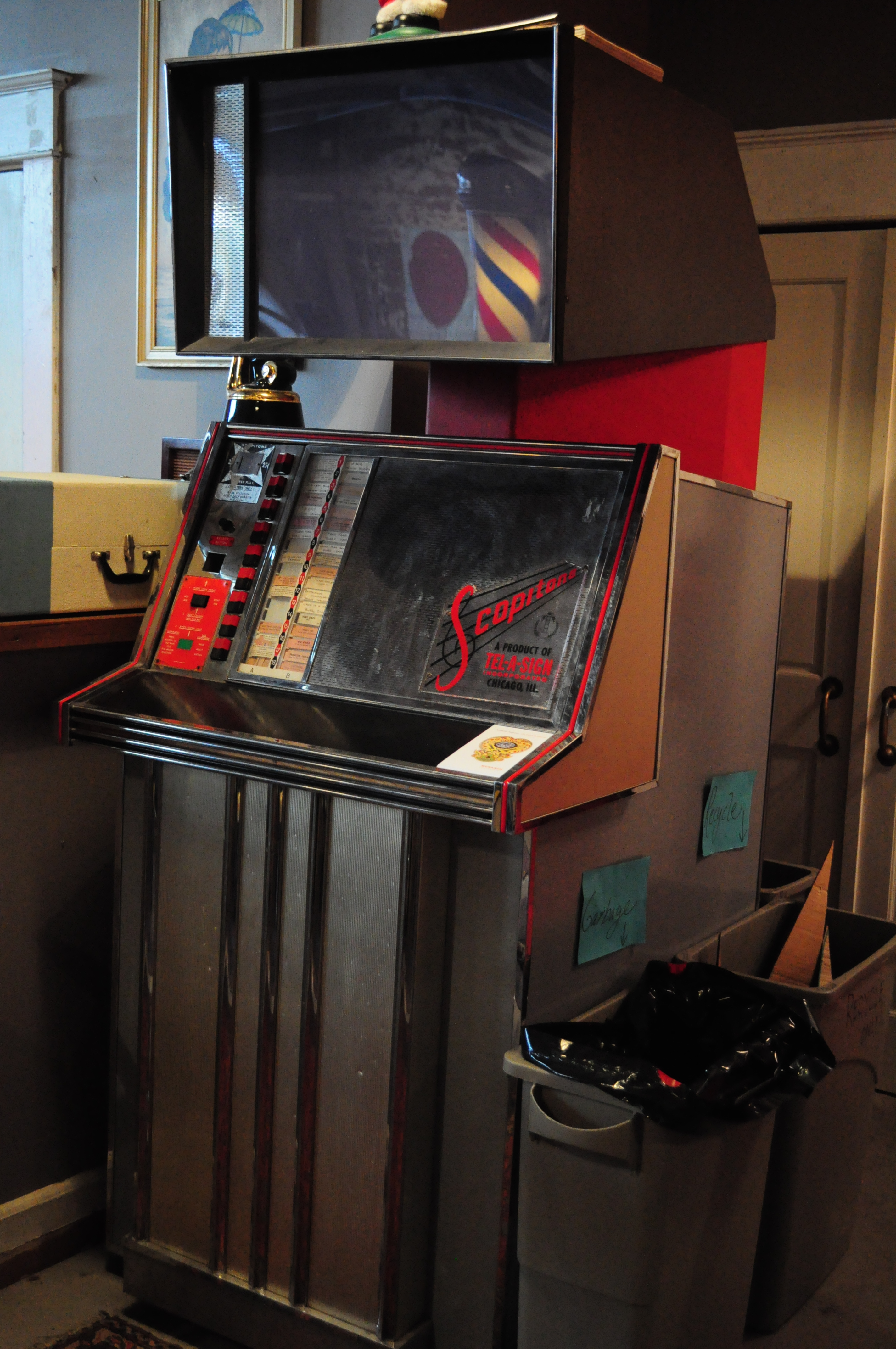
Scopitone.

El scopitone era una máquina parecida a una jukebox, pero con películas de las canciones. Estaban en formato de 16 mm en color y con banda sonora magnética. La imagen era muy parecida a la de la televisión en color. Fue uno de los precursores de los videos musicales. 
Comercializado en Francia en los años 1960, se difundió primero en Europa y luego en los Estados Unidos. Había otros aparatos similares, como el Cinebox (italiano) —que fue conocido como Colorama en Estados Unidos— y el Color-Sonics (estadounidense, en 8 mm). 
El éxito del scopitone fue muy breve, limitándose a los años 1960, aunque siguió utilizándose hasta principios de los años 1980